# Jean François Cuvelier
Jean François Cuvelier (Halle, 24 januari 1882 - Jette, 13 augustus 1962) was een Belgische rooms-katholieke geestelijke, actief in Belgisch-Congo.

## Levensloop
Cuvelier trad in bij de redemptoristen en werd in 1906 tot priester gewijd. Van 1907 tot 1937 was hij  actief als missionaris in Congo. Hij was actief in het gebied dat nu het bisdom Matadi is en werd in 1929 benoemd tot apostolisch prefect van Matadi en het jaar erop tot apostolisch vicaris. Hij werd toen gewijd tot titulair bisschop van Circesium.
In 1937 keerde hij om gezondheidsredenen terug naar België. Hij maakte daarna naam met zijn studies over Congo, waaronder L'ancien Royaume de Congo (Het Oud-Koninkrijk Kongo) in 1941 (samen met pater Jos Boon). Hij stierf op 80-jarige leeftijd.

## Eerbewijzen
Cuvelier werd in 1935 benoemd tot Grootofficier in de Leopoldsorde en in 1954 tot Commandeur in de Orde van de Leeuw. 
In Halle was hij erevoorzitter van de Geschied- en Oudheidkundige Kring. 
- International Standard Name Identifier: 0000 0000 8076 975X
- Library of Congress Control Number: no2003096607
- Nederlandse Thesaurus van Auteursnamen: 086123467
- Istituto Centrale per il Catalogo Unico: MILV307738
- Système universitaire de documentation: 148331637
- Virtual International Authority File: 37297040
- WorldCat: E39PBJpYwbQfdyKdjtggtYtHYP